# MPS 1500C
La MPS 1500 C era una impresora color de matriz de puntos de 9 agujas, de la serie MPS de Commodore. Podía imprimir en hojas sueltas o con papel continuo. La guía de hojas sueltas era opcional.
El dispositivo se conectaba a través de una interfaz Centronics, y se necesitaba un adaptador para la conexión a un dispositivo con interfaz IEC.
La velocidad de impresión era de 120 caracteres/segundo a diez líneas/pulgada en modo borrador y 25 caracteres en modo estándar. La resolución fue de 9×5+4 puntos en modo borrador y 18×9 puntos en modo estándar. Podía imprimir de 10 a 24 líneas por pulgada.
La impresora fue hecha para Commodore por el fabricante italiano de máquinas de oficina Olivetti y tenía la designación de tipo DM-105.